# Yapton
Yapton est un village et une paroisse civile du Sussex de l'Ouest, en Angleterre. Il est situé à 5 km au nord-est de la ville de Bognor Regis. Administrativement, il relève du district d'Arun. Au recensement de 2011, il comptait 3 571 habitants.